# 라이어니스: 특수 작전팀
《라이어니스: 특수 작전팀》(영어: Lioness 혹은 영어: Special Ops: Lioness)은 파라마운트+에서 2023년 7월부터 방영되고 있는 미국의 첩보 스릴러 텔레비전 시리즈이다.

## 개요
중앙정보국(CIA) 라이어니스 프로그램 책임자 조 맥너마라가 시리아에서 작전을 수행하던 중 잠복 요원의 정체가 발각나 사망하면서 작전 계획이 틀어져버린다. 한편 오클라호마에서 남자친구에게 학대를 당하던 크루스 마누엘로스는 우연히 해병대 모병 사무소로 피신한 일을 계기로 해병대에 들어가 상위 1%에 해당하는 뛰어난 적성을 보인다.
몇 년 뒤 조는 테러 조직 자금책으로 의심되는 아스마르 알리 암로히 암살이 목표인 극비 작전에 크루스를 발탁한다. 크루스는 강도 높은 SERE(생존, 회피, 저항, 탈출) 훈련을 받으며 암로히의 딸 알리야에게 접근하여 가까운 지인 자리를 확보한다. 그러나 곧 작전을 둘러싼 윤리성 문제가 크루스의 내면을 갉아먹기 시작한다.

## 출연진
메인
- 조이 살다나 - CIA 작전 책임자 조 맥너마라 역
- 라이즐라 디올리베라 - 해병대 포스리콘/라이어니스 → 육군 델타 포스 2등 중사 크루스 마누엘로스 역
- 데이브 애너블 - 닐 맥너마라 역
- 질 와그너 - 라이어니스 신속대응팀(QRF) 팀장 보비 역
- 러모니카 개릿 - QRF 터커 역
- 제임스 조던 - QRF 투 컵스 역
- 오스틴 에이베어 - QRF 랜디 역
- 조나 훠턴 - QRF 텍스 역
- 스티파니 누르 - 알리야 암로히 역
- 해나 러브 러니어 - 케이트 맥너마라 역
- 니콜 키드먼 - CIA 고위직 케이틀린 미드 역
- 모건 프리먼 - 국무장관 에드윈 멀린스 역
- 새드 러킨빌 - CIA 카일 맥매너스 역
- 마이클 켈리 - CIA 부국장 바이런 웨스트필드 역
- 제너시스 로드리게스 - 육군 아파치 조종사 조서피나 커리요 대위 역

리커링
- 마틴 도너번 - 에럴 미드 역
- 브루스 맥길 - 국가안보보좌관 홀러 역
- 제니퍼 일리 - 대통령 비서실장 메이슨 역
- 맥스 마티니 - 육군 델타 포스 트레이서 역
- 커크 아서베이도 - 마약단속국(DEA) 특수 요원 구티에레즈 역

게스트
- 맷 제럴드 - 육군 델타 포스 구스 역
- 레이 코러사니 - 에산 알 라슈디 역
- 샘 애즈가리 - 카말 역
- 카를라 만수르 - 말리카 역
- 애덤 부드론 - 사미 역
- 바셈 유수프 - 아스마르 알리 암로히 역
- 테일러 셰리든 - 육군 델타 포스 코디 스피어스 역
- 로빈 라이블리 - 올브라이트 상원 의원 역
- 애너베스 기시 - 데니즈 웨스트필드 역
- 돈 올리비에리 - CIA 정보 요원 앰버 웨일런 역